# Daniela Alvarado
Daniela del Carmen Alvarado Álvarez (Caracas, 23 de octubre del 1981) es una actriz venezolana, hija del fallecido actor Daniel Alvarado y la actriz Carmen Julia Álvarez. Incursionó en el mundo de la actuación a los 4 años.

## Biografía
Inició como bailarina del ballet clásico y pasó a pertenecer al famoso grupo infantil de baile llamado Los Minipop. Allí permaneció durante largo tiempo bailando en programas y espectáculos como Sábado Sensacional, Miss Venezuela y Meridiano de Oro. Más tarde, dejó el baile a un lado para comenzar su carrera como actriz. Sus primeras actuaciones las realizó en el exitoso programa de humor Bienvenidos de Miguel Ángel Landa, donde fue parte del elenco infantil del show, posteriormente actuó en series como Ada y en la pantalla grande junto a su papá Daniel Alvarado, en la controversial producción cinematográfica Macu, la mujer del policía.
En 1995. Amores de fin de siglo le daría la oportunidad de trabajar en RCTV, canal televisivo que le ofrecería más tarde sus primeros protagónicos y que la consagraría como una de las mejores actrices de telenovelas del momento.
En 1996, actúa en La Inolvidable haciendo pareja junto con Juan Carlos Alarcón. Al año siguiente, participa en Venevisión en la exitosa serie juvenil A todo corazón (donde interpreta el papel de Melissa Rodríguez una chica de mal carácter y malcriada), junto a Juan Alfonso Baptista, Gaby Espino, Roque Valero y Adrián Delgado. Además formó parte del elenco de la película La Primera Vez protagonizada por el famoso grupo musical Salserín. La serie se convirtió en un ícono en la década, llegándose a transmitir en varios países del exterior, y catapultando a la fama a estas figuras. Luego realiza su primer protagónico, personificando a "Jo" (Josefina) en una adaptación de la novela Mujercitas, de la escritora estadounidense Louisa May Alcott, la cual estuvo ambientada en la época colonial Venezolana. Su trabajo al igual que la serie fue un éxito de críticas y de audiencia en horario vespertino.
En 1999 firma un contrato de exclusividad con la cadena de televisión RCTV para cuatro proyectos y protagoniza la telenovela Mariú, en la que personificó a una chica quien estaba siendo injustamente señalada como la responsable de un crimen que ella no cometió. Compartió rol protagónico con Carlos Montilla, esta telenovela representó un gran reto para ella, al personificar a finales de la misma, a una mujer con mucha más edad de la que ella tenía en ese entonces. Al año siguiente protagoniza junto a Simón Pestana, la exitosa telenovela Angélica Pecado. A sus 20 años, es diagnosticada con depresión.
Luego, en el mismo canal, realizó la telenovela Juana, la virgen. Después grabó La Invasora, telenovela que abordaba el tema de la invasión a la privacidad de la gente a través de cámaras ocultas (Lo que pudiera interpretarse como una especie de voyeurismo).
En 2005, regresó a Venevisión y participó en la telenovela Se Solicita Príncipe Azul, donde compartió el rol protagónico con los artistas Adrián Delgado, Gaby Espino y Rafael Novoa.
Posteriormente, en el 2006 realizó en el mismo canal la telenovela "Voltea pa' que te enamores" junto a Jonathan Montenegro y la primera actriz Mimí Lazo, la telenovela marcó pauta en aquel entonces, teniendo los más altos niveles de sintonía, ya que ha sido una de las pocas ocasiones en que una telenovela está basada en casos de la vida real, mezclados con toques cómicos. Tanto así, que llegó a extenderse por poco más de un año, se extendió 4 meses más de lo que debía de durar y así llegó a su final rápidamente con 286 capítulos.
En 2009, luego de estar alejada 2 años de las telenovelas, regresó con la producción "Un esposo para Estela" que protagonizó junto a Luis Gerónimo Abreu.
En 2010, realizó una actuación especial como ella misma en la telenovela La mujer perfecta.
En 2012, continúa trabajando en Venevisión, protagoniza con gran éxito la telenovela Mi ex me tiene ganas junto a Luciano D' Alessandro y un gran elenco, esta telenovela es la segunda colaboración que hace con el escritor Martín Hahn siendo la primera Angélica Pecado. Igualmente trabaja en la película ganadora de un goya, Azul y no tan rosa. Durante los siguientes años continuaría desarrollando su carrera únicamente en cine y teatros.
En septiembre de 2021, se casa con el también actor José Manuel Suárez en una boda ecleciastica. Entre 2023 y 2024 es invitada por Venevisión para conducir la transmisión de los Premios Platino. En 2024 se una a la integrantes del reality show venezolano de Hispanomedios, Malas mujeres.

## Filmografía

### Televisión
| Año       | Título                        | Personaje                                               | Productora                               |
| --------- | ----------------------------- | ------------------------------------------------------- | ---------------------------------------- |
| 1988      | Bienvenidos                   |                                                         | Venevisión                               |
| 1988      | Juego de Niños                |                                                         | Venevisión                               |
| 1989-1990 | La revancha                   | Gabriela Santana                                        | Venevisión                               |
| 1991-1992 | La mujer prohibida            | Marta "Martica" Gallardo Rivas                          | Venevisión                               |
| 1992-1993 | Divina obsesión               | Paula                                                   | Marte TV / Venevisión                    |
| 1993-1994 | El paseo de la gracia de Dios | Sofía                                                   | Marte TV / Venevisión                    |
| 1995      | Amores de fin de siglo        | Gabriela Rossy Montalbán                                | RCTV                                     |
| 1996      | La Inolvidable                | Virginia Calcaño                                        | RCTV                                     |
| 1997      | A todo corazón                | Melissa Rodríguez                                       | Laura Visconti Producciones / Venevisión |
| 1999      | Mujercitas                    | Josefina "Jo" Bracho                                    | Laura Visconti Producciones / Venevisión |
| 1999      | Mariú                         | María Eugenia Sampedro "Mariú" / María Cristina Vicario | RCTV                                     |
| 2000      | Angélica Pecado               | Angélica Rodríguez López                                | RCTV                                     |
| 2002      | Juana, la virgen              | Juana Pérez                                             | RCTV                                     |
| 2003      | La Invasora                   | Mariana del Carmen Guerra                               | RCTV                                     |
| 2005      | Se solicita principe azul     | María Corina Del Valle Palmieri                         | Venevisión                               |
| 2006      | Voltea pa' que te enamores    | Dileidy María López                                     | Venevisión                               |
| 2009      | Un esposo para Estela         | Estela Morales                                          | Venevisión                               |
| 2010      | La mujer perfecta             | Ella misma                                              | Venevisión                               |
| 2012      | Mi ex me tiene ganas          | Pilar La Roca "Lalo"                                    | Venevisión                               |
| 2015      | A puro corazón                | Profesora                                               | Laura Visconti Producciones              |
| 2017      | Para verte mejor              | Daniela                                                 | Venevisión                               |
| 2024      | Malas mujeres                 | Ella misma                                              | Hispanomedios                            |

### Cine
| Año  | Película                          | Papel                               |
| ---- | --------------------------------- | ----------------------------------- |
| 1987 | Macu, la mujer del policía        | Teresita                            |
| 1993 | La Isla de Los Tigritos           | Daniela                             |
| 1997 | La Primera Vez                    | Gaby                                |
| 2004 | Punto y raya                      | Yosmar Coromoto                     |
| 2006 | Chao Cristina                     | Dulce María Acevedo                 |
| 2007 | 13 segundos                       | Luisa                               |
| 2007 | Una abuela virgen                 | Antonieta García / La Abuela Virgen |
| 2008 | El enemigo                        | Elisa                               |
| 2010 | Taíta Boves                       | Inés                                |
| 2012 | Azul y no tan Rosa                | Patricia                            |
| 2012 | Caracas, las dos caras de la vida | Madre de Álex                       |
| 2013 | Esclavo de Dios                   | Inés                                |
| 2016 | El show de Willi                  | Karla                               |
| 2017 | Solteras Indisponibles            | Mariale                             |
| 2022 | One Way                           | Emiliana                            |
| 2023 | La chica del Alquiler             | Valeria                             |

### Teatro
- A 2.50 La Cuba Libre, 2009.
- Relatos Borrachos, 2011.[11]
- Mr. Cacri, 2014.
- Gugubuh, 2014.[12]
- Los hombres no mienten, 2014.[13]
- Nosotros, 2015.
- Hecha en Venezuela, 2017 al 2021[14]
- Hamlet, La experiencia 2022[15]

## Reconocimientos

#### Premios ACACV
| Año  | Categoría              | Película               | Resultado |
| ---- | ---------------------- | ---------------------- | --------- |
| 2018 | Mejor Actriz Principal | Solteras indisponibles | Nominada  |